# Las Artes Incoherentes

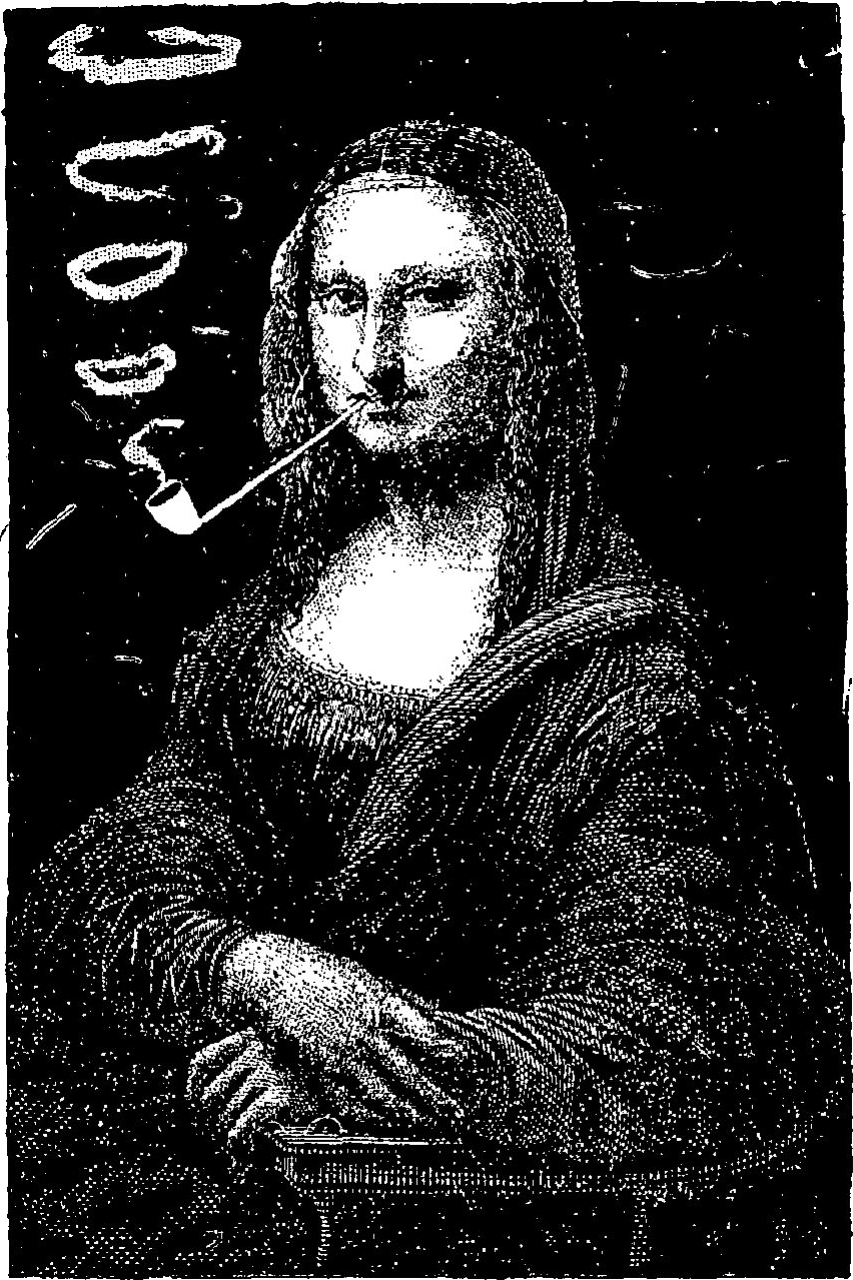
Sapeck, Mona Lisa fumant la pipe, 1883

Las Artes Incoherentes fue un movimiento artístico francés efímero fundado por el escritor y editor parisino Jules Lévy en 1882, que en su irreverencia satírica anticipó muchas de las técnicas y actitudes artísticas asociadas más tarde con el vanguardismo y el movimiento antiarte.
Lévy acuñó el nombre "las artes incoherentes" como un juego de palabras con la expresión común "las artes decorativas". Los Incoherentes presentaron obras voluntariamente irracionales e iconoclastas y "encontraron" objetos de arte, los dibujos de niños y dibujos "por gente que no saben dibujar". Lévy exhibió un cuadro del poeta Paul Bilhaud, completamente en negro, llamado Negros peleando en un sótano durante la noche. El dibujante y pionero de los dibujos animados Émile Cohl participó con fotos que más tarde se llamarían surreales. Para una exposición de 1883, el artista Sapeck (Eugène Bataille)(francés) realizó Mona Lisa fumant la pipe, una Mona Lisa 'aumentada' fumando en pipa.
Aunque el movimiento no duró mucho tiempo, los Incoherentes fueron muy conocidos. El movimiento provenía de la misma cultura de cabaret de Montmartre que produjo el grupo de los Hidrópatas y la obra Ubú Rey de Alfred Jarry. Dos mil personas asistieron a la exposición de octubre de 1882, incluyendo Manet, Renoir, Camille Pissarro y Richard Wagner. A partir de 1883 tuvieron lugar exposiciones anuales y bailes de máscaras. El movimiento se fue reduciendo durante los años 1890.
Cabe notar que en 1909 el cineasta español Segundo de Chomón hace referencia e este movimiento en el título de una de sus películas producidas en París, Una excursión incoherente.